# 후지타역
후지타역(일본어: 藤田駅)은 일본 후쿠시마현 다테군 구니미정에 있는 동일본 여객철도 도호쿠 본선의 역이다. 단선 · 섬식의 구조를 합친 복합 철도 역사이며, 후쿠시마 역 관리의 간이 위탁역이다.

## 타는 곳
| 1 | ■ 도호쿠 본선 | (상행)     | 후쿠시마 · 고리야마 · 구로이소 방면 |
| 2 | ■ 도호쿠 본선 | 이 역 시발 | 이 역 시발                          |
| 3 | ■ 도호쿠 본선 | (하행)     | 시로이시 · 이와누마 · 센다이 방면   |

## 이용 현황
| 연도   | 하루 평균 승차 인원 |
| 2000년 | 868                 |
| 2001년 | 846                 |
| 2002년 | 806                 |
| 2003년 | 792                 |
| 2004년 | 785                 |
| 2005년 | 771                 |
| 2006년 | 771                 |
| 2007년 | 741                 |
| 2008년 | 727                 |
| 2009년 | 718                 |
| 2010년 | 681                 |
| ------ | ------------------- |

## 역 주변
- 구니미 정립 후지타 보육소
- 구니미 정 간게쓰다이 문화센터
- 공립 후지타 종합병원
- 구니미 정청
- 국도 제4호선
- 도호쿠 자동차도 구니미 나들목

## 인접 정차역
| 도호쿠 본선           | 도호쿠 본선               | 도호쿠 본선          |
| --------------------- | ------------------------- | -------------------- |
| 고리 후쿠시마 방면    | □ 쾌속 '센다이 시티 래빗' | 시로이시 센다이 방면 |
| 고리 후쿠시마 역 방면 | ■ 보통                    | 가이다 센다이 방면   |